# 다듬이벌레
다듬이벌레는 다듬이벌레목(Psocoptera)에 속하는 곤충의 총칭이다. 전 세계에 41개 과에 5,500여 종이 있고, 대한민국에는 12종이 알려져 있다.
몸이 작고 연약하다. 몸길이는 7mm 정도이고 대부분 원통 모양이다. 두 쌍의 날개가 있는데 날개는 막질이고 투명하며 때로는 날개가 짧은 것, 없는 것도 있다. 입틀은 씹는 형이며 잡식성이다. 겹눈은 크고 서로 멀리 떨어져 있으며 앞가슴은 매우 작다. 날개맥은 단순하고 다리는 가늘며 때로는 넓적마디가 큰 것도 있다.
사람의 눈에 잘 띄지 않는 나무껍질 밑, 돌담, 축조물의 틈바구니에서 발견되며 이파리나방이 말아 놓은 잎 속에서도 발견된다. 식물 위나 암석 위 등지에서 생활하면서 조류(말류)나 균을 먹이로 이용한다. 한편, 집 안에서 사는 종도 있는데, 이들은 건조 식품이나 화분 등에 피해를 주기도 한다.

## 하위 분류
- Trogiomorpha
  - Lepidopsocidae
  - Prionoglarididae
  - Psoquillidae
  - Psyllipsocidae
  - 가루민다듬이벌레과 (Trogiidae)
- Troctomorpha
  - 암피노무스하목 (Amphientometae)
    - Amphientomidae
    - Electrentomidae
    - Compsocidae
    - Musapsocidae
    - Protroctopsocidae
    - Troctopsocidae

  - Nanopsocetae
    - 책다듬이벌레과 (Liposcelididae)
    - Pachytroctidae
    - Sphaeropsocidae
- 다듬이벌레아목 (Psocomorpha)
  - Cladiopsocidae
  - Dolabellopsocidae
  - Epipsocidae
  - Neurostigmatidae
  - Ptiloneuridae
  - Spurostigmatidae
  - Asiopsocoidea
  - Caeciliusoidea
  - Archipsocidae
  - Bryopsocidae
  - Calopsocidae
  - Ectopsocidae
  - Elipsocidae
  - 애기털다듬이벌레과 (Lachesillidae)
  - Lesneiidae
  - Mesopsocidae
  - Peripsocidae
  - Philotarsidae
  - Pseudocaeciliidae
  - Sabulopsocidae
  - Trichopsocidae
  - Hemipsocidae
  - 다듬이벌레과 (Psocidae)
  - Psilopsocidae
  - Myopsocidae

## 계통 분류
다음은 2002년 "생명의 나무 프로젝트"(The Tree of Life Web Project)에 제안된 계통 분류이다.

|  | 사마귀목           |
|  |                    |
|  | 바퀴목 및 흰개미목 |
|  |                    |

|  | 대벌레붙이목   |
|  |                |
|  | 귀뚜라미붙이목 |
|  |                |

|  | 흰개미붙이목 |
|  |              |
|  | 대벌레목     |
|  |              |

|  | 여치아목   |
|  |            |
|  | 메뚜기아목 |
|  |            |

|  | 사마귀목           |
|  |                    |
|  | 바퀴목 및 흰개미목 |
|  |                    |

|  | 대벌레붙이목   |
|  |                |
|  | 귀뚜라미붙이목 |
|  |                |

|  | 흰개미붙이목 |
|  |              |
|  | 대벌레목     |
|  |              |

|  | 여치아목   |
|  |            |
|  | 메뚜기아목 |
|  |            |

|  | \| \| 다듬이벌레목 및 이목 \| \| \| \| \| \| 총채벌레목 \| \| \| \| \| \| 노린재목 \| \| \| \| |
|  |                                                                                                |
|  | 내시상목                                                                                       |
|  |                                                                                                |
|  | 다듬이벌레목 및 이목                                                                           |
|  |                                                                                                |
|  | 총채벌레목                                                                                     |
|  |                                                                                                |
|  | 노린재목                                                                                       |
|  |                                                                                                |

|  | 다듬이벌레목 및 이목 |
|  |                      |
|  | 총채벌레목           |
|  |                      |
|  | 노린재목             |
|  |                      |

|  | 사마귀목           |
|  |                    |
|  | 바퀴목 및 흰개미목 |
|  |                    |

|  | 대벌레붙이목   |
|  |                |
|  | 귀뚜라미붙이목 |
|  |                |

|  | 흰개미붙이목 |
|  |              |
|  | 대벌레목     |
|  |              |

|  | 여치아목   |
|  |            |
|  | 메뚜기아목 |
|  |            |

|  | 사마귀목           |
|  |                    |
|  | 바퀴목 및 흰개미목 |
|  |                    |

|  | 대벌레붙이목   |
|  |                |
|  | 귀뚜라미붙이목 |
|  |                |

|  | 흰개미붙이목 |
|  |              |
|  | 대벌레목     |
|  |              |

|  | 여치아목   |
|  |            |
|  | 메뚜기아목 |
|  |            |

|  | \| \| 다듬이벌레목 및 이목 \| \| \| \| \| \| 총채벌레목 \| \| \| \| \| \| 노린재목 \| \| \| \| |
|  |                                                                                                |
|  | 내시상목                                                                                       |
|  |                                                                                                |
|  | 다듬이벌레목 및 이목                                                                           |
|  |                                                                                                |
|  | 총채벌레목                                                                                     |
|  |                                                                                                |
|  | 노린재목                                                                                       |
|  |                                                                                                |

|  | 다듬이벌레목 및 이목 |
|  |                      |
|  | 총채벌레목           |
|  |                      |
|  | 노린재목             |
|  |                      |

## 인간과의 상호작용
'Liposcelis bostrychophila'와 같은 다듬이벌레의 일부 종은 저장물을 손상시키는 흔한 해충이다.